# حبیب‌الله عسگراولادی
حبیب‌الله عسگراولادی مسلمان (۱۲ اردیبهشت ۱۳۱۱ – ۱۴ آبان ۱۳۹۲) سیاستمدار ایرانی بود. وی یکی از نامزدهای دومین دوره انتخابات ریاست جمهوری ایران و چهارمین دوره انتخابات ریاست جمهوری ایران و وزیر بازرگانی در دولت موقت مهدوی کنی و دولت اول میرحسین موسوی بوده‌است. وی از مؤسسان و اعضای حزب موتلفه اسلامی بود. وی در انتخابات دهمین دوره ریاست جمهوری ایران از محمود احمدی‌نژاد حمایت کرد. برادر او اسدالله عسگراولادی از تجار معروف تهران و رئیس اتاق بازرگانی ایران و چین بود.
عسگراولادی پس از انقلاب اسلامی، مسئولیت‌هایی همچون نمایندگی ولی فقیه در کمیته امداد امام خمینی و بنیاد پانزده خرداد را برعهده داشته و تا پیش از فوتش رئیس شورای مرکزی کمیته امداد و عضو مجمع تشخیص مصلحت نظام بود.

## پیش از انقلاب
عسگراولادی در خانواده بازاری اصالتاً دماوندی در تهران متولد شد. از نوجوانی وارد فعالیت سیاسی شد. از سال ۱۳۴۱ با روح‌الله خمینی آشنا شد و به نهضت او پیوست. در ۱۳۴۲ با جمعی از همفکران خود هیئت‌های موتلفه اسلامی را تأسیس کرد. موتلفه اسلامی اصلی‌ترین نیروی سیاسی در گسترش قیام و برپایی ۱۵ خرداد محسوب می‌شود. او همچنین در ترور حسنعلی منصور، نخست‌وزیر وقت ایران نقش داشت و به همین دلیل به حبس ابد محکوم شد.
وی از زندانیان سیاسی در دوره محمدرضا پهلوی بود که پس از تحمل ۱۳ سال حبس از محکومیت حبس ابد خود، با تقاضای عفو از زندان آزاد شد. در همان موقع این اقدام به عنوان یک تاکتیک برای گسترش مبارزه از زندان به بیرون نام نهاده شد.
برادر او اسدالله عسگراولادی از تجار معروف تهران و رئیس اتاق بازرگانی ایران و چین بود.

## مواضع متفاوت در مورد رهبران جنبش سبز
حبیب‌الله عسگراولادی، دبیرکل بزرگ‌ترین ائتلاف اصول‌گرایان ایران، در اظهارنظری متفاوت با سایر اصولگرایان، میرحسین موسوی و مهدی کروبی را «برادر» خود خطاب کرد و گفت که آن‌ها «فتنه‌ساز نیستند» و با وجود «انتقاد اعضای شورای مرکزی حزب» خود، بار «دیگر» بر این موضع خود پافشاری کرد.

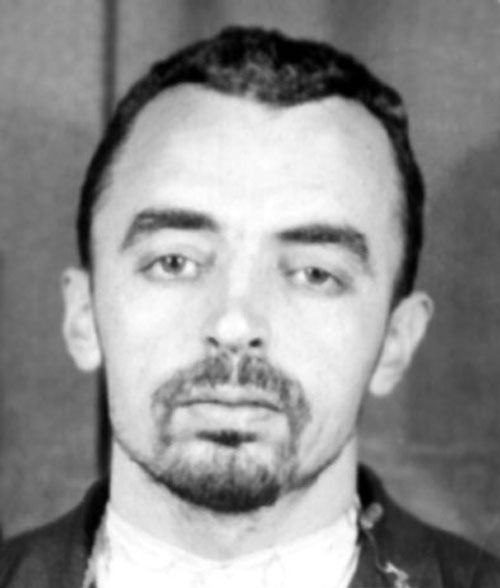
حبیب‌الله عسگراولادی بنا بر توضیحات تصویر در سال ۱۹۶۳

به گزارش روزنامه جمهوری اسلامی، حبیب‌الله عسگراولادی روزی با اشاره به اظهارات خود در ارتباط با آقایان موسوی و کروبی اعلام کرد که «اگر اظهارات او برای حزب مؤتلفه اسلامی مشکل‌ساز شده، حاضر است از این حزب برود، اما اظهاراتش بر اساس یک وظیفه الهی مطرح شده و خواسته که قبل از مرگ به وظیفه‌اش عمل کند و ناگفته‌های باقی‌مانده را بگوید.»
این سخنان یک روز پس از آن بیان شد که احمد خاتمی، خطیب نماز جمعه تهران، با انتقاد از اظهارات حبیب‌الله عسگراولادی گفت که «تطهیر سران فتنه» و «تخفیف جرم» آنها دارد به یک جریان تبدیل می‌شود و افزوده بود که «این خیلی گزنده است که کسی بگوید آنها سران فتنه نبودند».
عسگراولادی که از چهره‌های بزرگ اصول‌گرا است در اظهارات متفاوتی گفت که موسوی و کروبی، نامزدهای معترض انتخابات ریاست جمهوری سال ۱۳۸۸، را «اهل فتنه» نمی‌داند و صرفاً معتقد است «اهل فتنه آنها را محاصره کرده‌اند».
وی در این رابطه همچنین افزود که اگر میرحسین موسوی و مهدی کروبی از موضع خود برگردند، «با آغوش باز جمهوری اسلامی و نظام روبه‌رو خواهند شد».
حبیب‌الله عسگراولادی پس از آن در روز دوشنبه ۲۵ دی‌ماه نیز با وجود انتقادهای تندی که از این بابت از سوی طیف‌هایی از اصول‌گرایان متوجه او شده بود در میان جمعی از اعضای حزب موتلفه، اظهار داشت که موسوی و کروبی را مجرم نمی‌داند.
وی این دو رهبر مخالفان دولت را «برادر» خطاب کرده و گفت: «من به عنوان یک شهروند اظهارنظر کردم و به عنوان یک عضو هیئت منصفه می‌گویم که من موسوی و کروبی را در "فتنه ۸۸" مجرم نمی‌شناسم. آیا نباید این را بگویم، چون به من انتقاد می‌کنند؟ آقایانی که بر مرکب احساسات سوارند در آن دنیا نمی‌توانند جواب مرا بدهند.»

## درگذشت
حبیب‌الله عسگراولادی در صبح روز سه‌شنبه ۱۴ آبان ۱۳۹۲ در سن ۸۱ سالگی بر اثر عارضه قلبی درگذشت. وی از شهریور ۱۳۹۲ در بیمارستان دی تهران بستری بود. بیش از شصت روز از عمل جراحی قلب باز حبیب‌الله عسگراولادی می‌گذشت که دچار ناراحتی در ریه‌ها شد.